# Ai-jen Poo
Ai-jen Poo (nacida en 1974) es una sindicalista y activista social estadounidense. Es directora ejecutiva de la Alianza Nacional de Trabajadoras del Hogar y codirectora de la organización Caring Across Generations. En 2012, fue incluida en la lista Time 100 de las personas más influyentes del mundo y en 2014, fue receptora de una Beca MacArthur. Es la autora del libro The age of dignity: preparing for the elder boom in a changing America.

## Biografía
Ai-Jen Poo nació en Pittsburgh en 1974 en una familia de inmigrantes taiwaneses de fuertes convicciones sociales. Su madre era oncóloga y su padre biólogo molecular y activista político. Durante su infancia y juventud creció en California, Connecticut y Taiwán.
Ai-jen Poo empezó a colaborar en la organización de las trabajadoras del hogar en 1996, con la campaña CAAAV: Organizing Asian Communities. En el año 2000, cofundó Domestic Workers United, una organización de Nueva York de trabajadoras del hogar que en 2010 encabezaría la aprobación exitosa a nivel estatal de la Carta de Derechos de las Trabajadoras del Hogar, la primera de estas características que se aprobaba en Estados Unidos. La DWU contribuyó en 2007 a organizar la primera convocatoria nacional de trabajadoras del hogar, en la cual se formó la Alianza Nacional de Trabajadoras del Hogar (NDWA), la mayor organización en Estados Unidos dedicada a luchar por los derechos del sector. Poo es la directora ejecutiva de la NDWA desde abril de 2010. En 2011, Poo contribuyó a poner en marcha Caring Across Generations, una coalición de más de 200 organizaciones sociales que trabajan para transformar el sistema de cuidados de larga duración en los EE. UU.
Poo participa dentro del movimiento global #MeToo de denuncia del acoso sexual. Asistió a los premios Globo de Oro de 2017 como acompañante de la actriz Meryl Streep, parte de la campaña Time's Up en la que varias actrices y signatarias del movimiento se vistieron de negro y acudieron con activistas prominentes.
A principios de 2019, Poo acudió al Senado de los Estados Unidos para dar apoyo al proyecto de ley para una Carta de Derechos de las Trabajadoras del Hogar a nivel nacional. Se trata de una medida legislativa impulsada por legisladoras demócratas y por la NDWA que busca homogeneizar el marco de los derechos laborales de este sector, cuya regulación ha dependido hasta la fecha de las legislaciones a nivel estatal.
En la primavera de 2019, Poo cofundó junto con las activistas Alicia Garza y Cecile Richards la organización Supermajority, formada por mujeres activistas centrada en potenciar la capacitación y la movilización de cara a avanzar hacia la igualdad de género. La organización busca influenciar debates que considera estratégicos, como son el derecho al voto, el control de armas, los permisos familiares en el trabajo, la igualdad de sueldo entre hombres y mujeres, etc.
En febrero de 2019, Poo asistió a la ceremonia de los premios Oscars invitadas por el director de la película Roma, Alfonso Cuarón. La NDWA se alió con los productores de la película para lograr una mayor sensibilización sobre las condiciones laborales de las trabajadoras del hogar. Poo se ha posicionado de manera muy crítica contra la política migratoria del presidente de los Estados Unidos Donald Trump, especialmente en lo que respecta a la separación de las familias.
Poo ha escrito artículos para Huffpost, The Guardian, The New York Times, The Washington Post, Time y Marie Claire, entre otras publicaciones. Ha sido oradora destacada en TEDWomen, Aspen Ideas Festival y la Fundación Obama. En 2015, Poo publicó su primer libro, The age of dignity: preparing for the elder boom in a changing America.

## Premios y reconocimientos
Poo fue incluida en la lista Time 100 de las 100 personas más influyentes del mundo en el año 2012 y en la lista de "50 líderes mundiales" del año 2015 de la revista Fortune. En 2014, fue beneficiaria de una Beca MacArthur, concedida por la Fundación MacArthur por "méritos excepcionales". Ha recibido también el Premio Woman of Vision de la Ms. Foundation, el Premio NGen Leadership de la Independent Sector y la Open Society Institute Community Fellowship, entre otros reconocimientos.

## Publicaciones
- Poo, Ai-jen (2015). The age of dignity: preparing for the elder boom in a changing America. The New Press. ISBN 9781620970386.[5][21]